# 藤田勝利
藤田 勝利（ふじた かつとし、1944年2月4日 - ）は、日本の法学者。大阪市立大学名誉教授。専門は、航空運送法

## 略歴
（出典）
1944年2月4日東大阪市（旧布施市）に生まれる。1962年3月大阪府立八尾高等学校卒業。1963年4月東北大学法学部入学、1967年3月東北大学法学部卒業、同年4月大阪市立大学法学部助手に就任、1973年4月大阪市立大学法学部教授に就任。1977年7月国際文化会館社会科学国際フェローシップ・プログラムによる新渡戸フェローとしてカナダ・マギル大学航空宇宙法研究所に留学（1979年7月まで）。1985年4月大阪市立大学法学部・法学研究科教授に就任。1990年2月より大阪府地方労働委員会公益委員3期6年務めた。1991年4月より1年間大阪市立大学評議員、1992年4月より2011年5月まで航空運送法委員会委員（2011年5月まで）、1993年4月より1年間大阪市立大学評議員を務めた。1994年4月大阪市立大学法学部学部長就任。1995年日本学術振興会審査会専門委員（1997年5月まで）。1996年4月大阪弁護士会懲戒委員会委員・同予備委員（2001年9月まで）。1997年4月より1年間大阪市立大学副学長を務めた。1997年5月生命保険文化研究所評議員（2001年6月まで）。2002年3月大阪市立大学を退職、同4月大阪市立大学より名誉教授の称号を受け、近畿大学法学部教授に就任、同年7月より3年と1ヶ月中国・上海財経大学客座教授を務めた。2003年2月大阪弁護士会・弁護士法人第一法律事務所客員弁護士。2004年4日近畿大学法科大学院教授。2007年大阪弁護士会国際委員。2008年12月より翌年2月まで八尾空港の安全向上に関する検討委員会委員を務めた。

## 著作
- 藤田勝利・落合誠一・山下友信編『注釈　モントリオール条約』有斐閣コンメンタール　ISBN 978-4-641-01848-8 [2]
- 森淳二郎・藤田勝利編『商法総則・商行為法　エッセンスシャル商法/2』有斐閣ブックス　ISBN 4-641-08563-3 [2]
- 藤田勝利『航空賠償責任法論』大阪市立大学法学叢書39 ISBN 4-641-03611-X [2]
- 藤田勝利・北村雅史編『プライマリー会社法　第4版』法律文化社 2015[4]
- 田邊光政・藤田勝利・家近正直・今中利昭編『最新会社法をめぐる理論と実務』新日本法規出版　2003年 ISBN 9784788206052 [5]